# Holasteron kangaroo
Holasteron kangaroo là một loài nhện trong họ Zodariidae.
Loài này thuộc chi Holasteron. Holasteron kangaroo được Barbara C. Baehr miêu tả năm 2004.